# Virmo
Virmo (finska: Mynämäki) är en kommun i landskapet Egentliga Finland. Virmo har 7 594 invånare och har en yta på 536,09 km², varav 519,86 km² är landområden.
Den medeltida gråstenskyrkan från mitten av 1400-talet har ett stort långhus med sakristia och vapenhus samt en unik förhall. Kyrkorummet består av tre skepp med kryssvalv. Vid renoveringar har medeltida kalkmålningar tagits fram och konserverats. Kyrkan har bevarad medeltida inredning och inventarier. 
Virmo är enspråkigt finskt.

## Administrativ historik
1 januari 1994 tillfördes ett område med 7 invånare från Mietois kommun. 1 januari 2004 tillfördes ett område med 30 invånare, återigen från Mietois. Kommunerna Virmo och Mietois sammanslogs den 1 januari 2007 till den nya kommunen Virmo. Virmo hade före sammanslagningen 6 325 invånare (per 30 november 2006) och hade en yta på 455 km², varav 453 km² var landområden.

## Geografi
Några byar i kommunen är Aarlahti och Saris i kommundelen Mietois.

## Politik

### Mandatfördelning i Virmo kommun, valen 1976–2021
| 5 | 2 |  | 10 | 9 |

| 4 | 3 | 2 | 9 | 9 |

| 4 | 4 |  | 10 | 8 |

| 4 | 5 |  | 10 | 7 |

| 4 | 6 |  | 11 | 5 |

| 3 | 5 | 13 | 6 |

| 3 | 7 | 12 | 5 |

| 3 | 7 | 12 | 5 |

| 17 | 10 |

| 5 | 8 |  |  | 12 | 8 |

| 23 | 12 |

| 4 | 6 |  | 4 | 13 | 7 |

| 22 | 13 |

| 4 | 8 | 2 | 14 | 7 |

| 21 | 14 |

| 2 | 5 | 2 | 6 | 13 |  | 6 |

| 22 | 13 |

## Befolkningsutveckling
| Befolkningsutvecklingen i Virmo kommun 1975–2020                                                             | Befolkningsutvecklingen i Virmo kommun 1975–2020 | Befolkningsutvecklingen i Virmo kommun 1975–2020 | Befolkningsutvecklingen i Virmo kommun 1975–2020 | Befolkningsutvecklingen i Virmo kommun 1975–2020 |
| --- | ------------------------------------------------ | ------------------------------------------------ | ------------------------------------------------ | ------------------------------------------------ |
| |                                                  |                                                  |                                                  |                                                  |
| År |                                                  |                                                  | Folkmängd                                        |                                                  |
| 1975 | 1975                                             |                                                  | 7 467                                            |                                                  |
| 1980 | 1980                                             |                                                  | 7 359                                            |                                                  |
| 1985 | 1985                                             |                                                  | 7 436                                            |                                                  |
| 1990 | 1990                                             |                                                  | 7 667                                            |                                                  |
| 1995 | 1995                                             |                                                  | 7 871                                            |                                                  |
| 2000 | 2000                                             |                                                  | 7 870                                            |                                                  |
| 2005 | 2005                                             |                                                  | 8 058                                            |                                                  |
| 2010 | 2010                                             |                                                  | 8 041                                            |                                                  |
| 2015 | 2015                                             |                                                  | 7 859                                            |                                                  |
| 2020 | 2020                                             |                                                  | 7 645                                            |                                                  |
| Anm: Uppgifterna avser förhållandena den 31 december nämnda år enligt områdesindelningen den 1 januari 2022. |                                                  |                                                  |                                                  |                                                  |

## Kända personer
- Greve Augustin Ehrensvärd (1710–1772), fältmarskalk och Sveaborgs fästnings militärarkitekt
- Daniel Juslenius (1676-1752)
- Antti Lizelius (1708–1795), kyrkoherde i Mynämäki 1761–1795, var utgivare av den första finskspråkiga tidningen – Suomenkieliset Tietosanomat
- Beka Akula (1866-1928)
- Toivo Sukari (född 1954)

## Bilder

Virmo kommunvapen 1960-2006
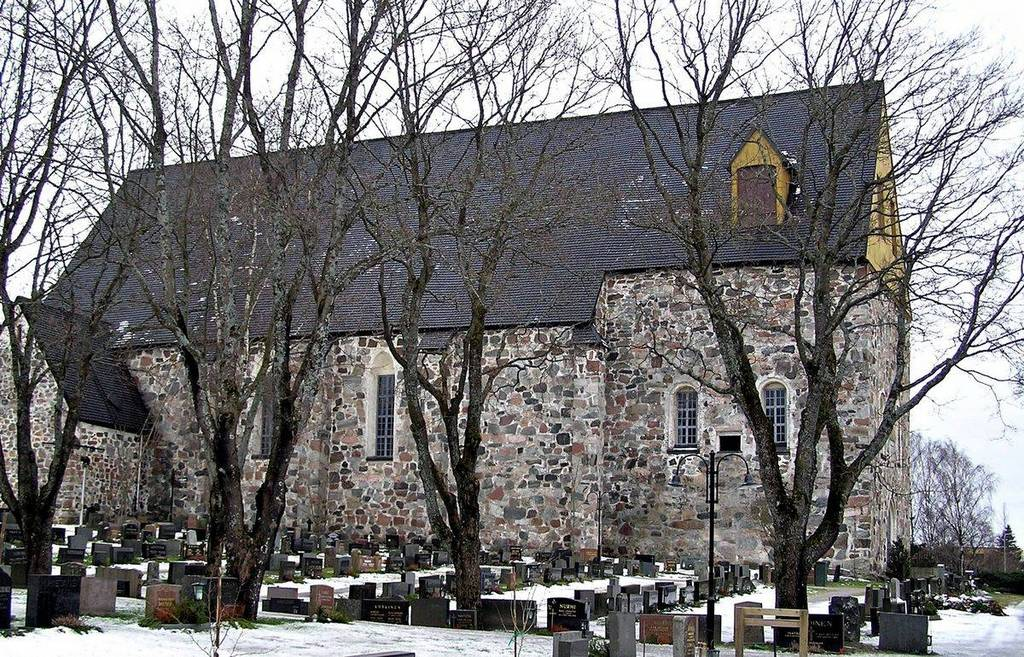
Virmo medeltida stenkyrka
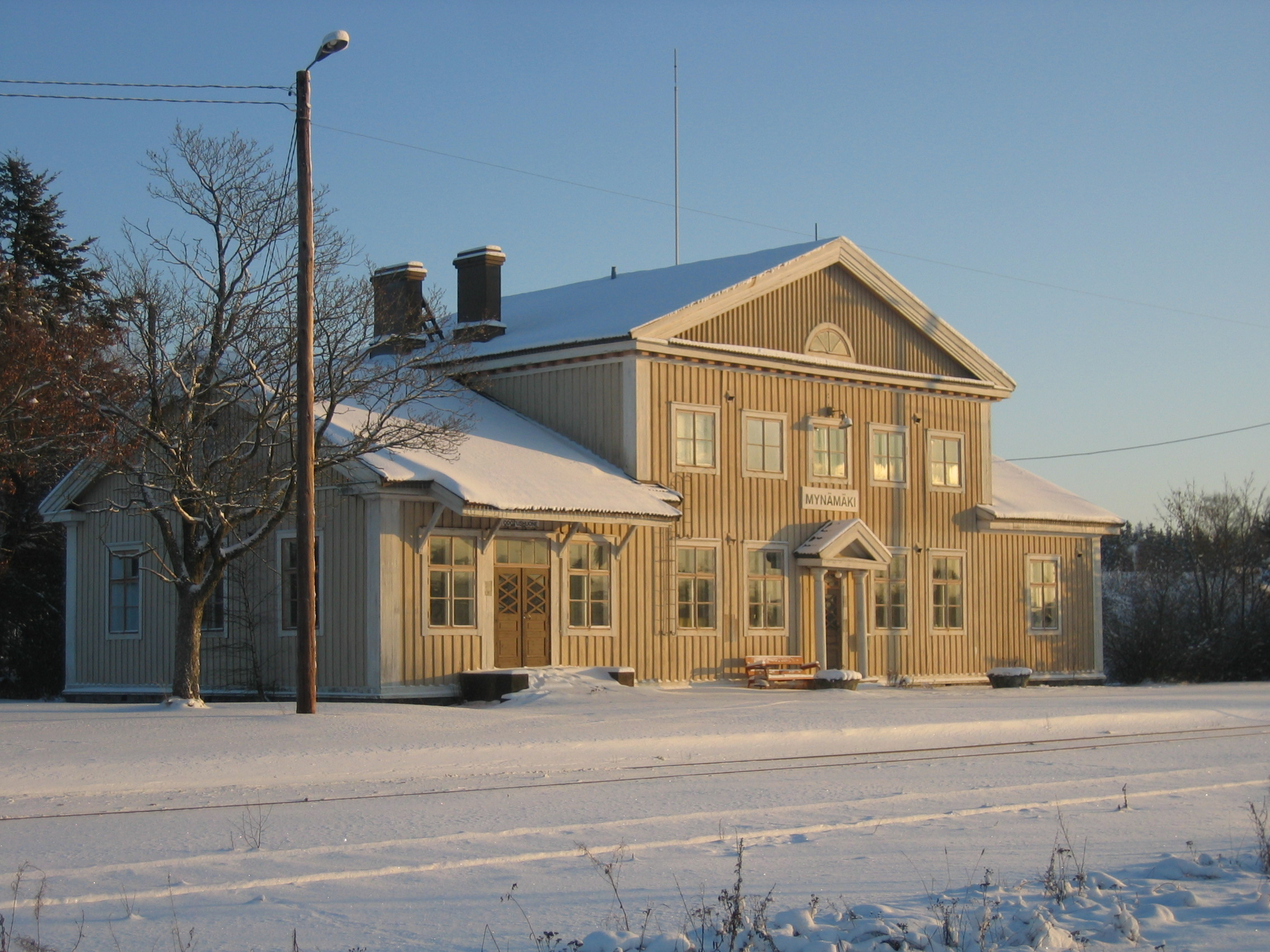
Virmo station
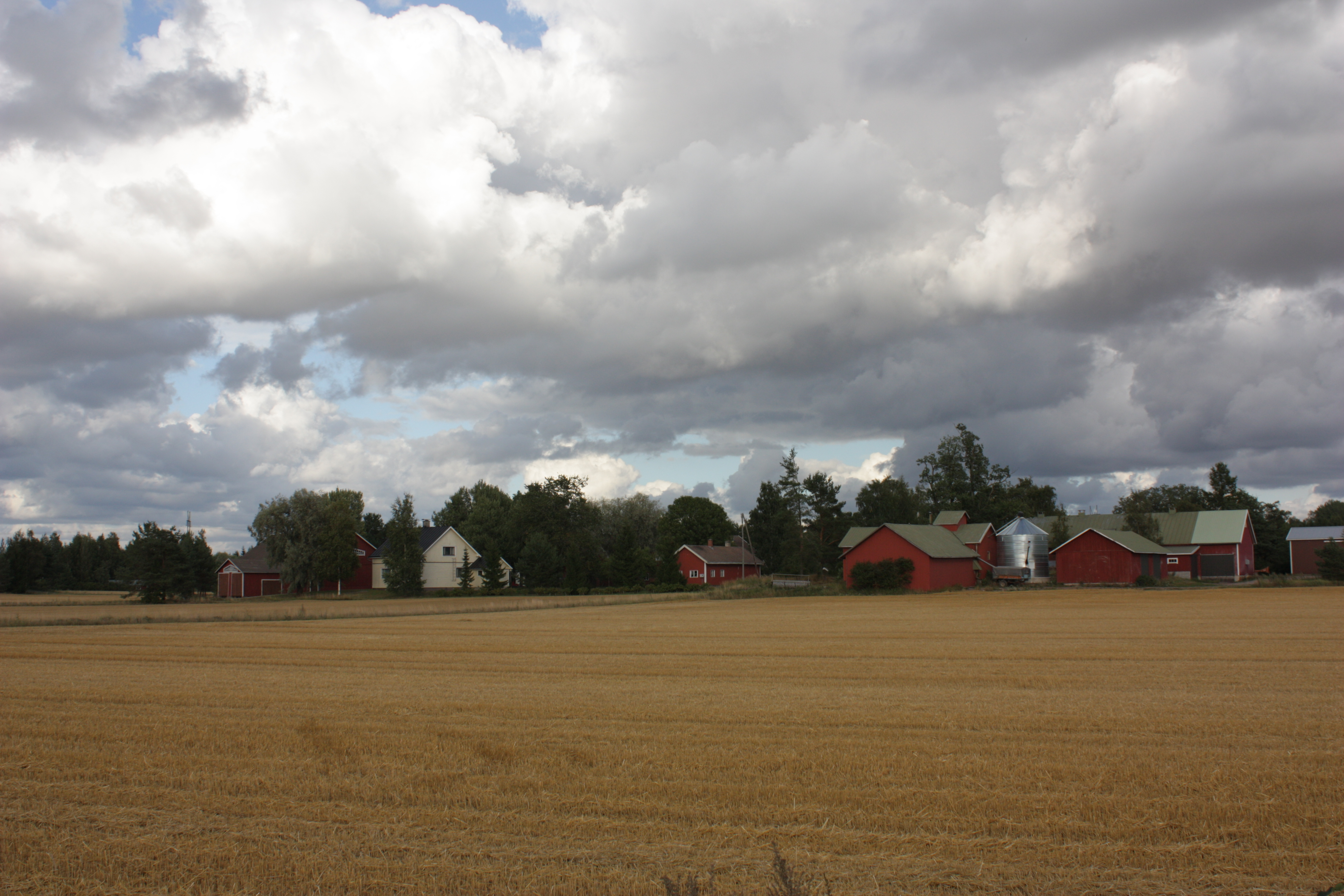
Byn Antikkala i Virmo